# Neukirchen (Lichtenfels)
Neukirchen  (ⓘ) ist ein Stadtteil von Lichtenfels im hessischen Landkreis Waldeck-Frankenberg mit 425 Einwohnern (Stand 2021).

## Geographische Lage
Neukirchen liegt im Südwestteil des Landkreises Waldeck-Frankenberg etwa zehn Kilometer südwestlich von Goddelsheim, dem  größten Dorf und zugleich Verwaltungssitz von Lichtenfels, auf etwa 330 bis 340 m ü. NN. Östlich vorbei am Dorf verläuft der Nuhne-Zufluss Olfe (Ölfe), in welche unterhalb Neukirchens von Westen kommend der Lohgraben mündet. Hindurch verlaufen die Kreisstraße 48, die südwestlich nach Braunshausen und östlich nach Sachsenberg führt, und die K 49, die nordostwärts nach Münden und nordwestwärts nach Dreislar führt.

## Geschichte
An der Grenze zur Gemarkung Rengershausen gab es an der Nuhne ein Dorf Auweshusen. Die dortigen Flurnamen „Auf der Aue“ und „Auf der Junkernaue“ deuten darauf hin. Im Jahre 1336 verpfändete Graf Heinrich IV. von Waldeck als Mitgift seiner Tochter Elisabeth dem Grafen Johann von Nassau-Hadamar die Siedlung Nuwenkyrchen. Damit wurde Neukirchen erstmals urkundlich erwähnt.
Bereits 1301 war Ditmar von Nuwenkyrchen Schöffe zu Sachsenberg, ein Zeichen dafür, dass die Siedlung schon weit vor dem ersten schriftlichen Zeugnis bestand. In den seit 1533 andauernden Streitigkeiten zwischen Kurköln und Waldeck wurde vom Kurfürsten von Köln unter anderem auch Neukirchen beansprucht. Die Einwohner wurden vor das kölnische Gericht nach Medebach gefordert. Erst 1663 verzichtete Kurköln auf die Ansprüche auf den Ort, womit auch der gewaltsame Versuch zur Wiedereinführung der katholischen Konfession durch den Kurfürsten ein Ende fand.
Neukirchen war Filiale der Pfarrei Münden und im 18. Jahrhundert vorübergehend eigene Pfarrei. Heute gehört der Ort kirchlich zum Kirchspiel Sachsenberg.
Am 1. Oktober 1971 bildeten Neukirchen und sieben weitere Gemeinden die neue Stadt Lichtenfels.

## Kirche

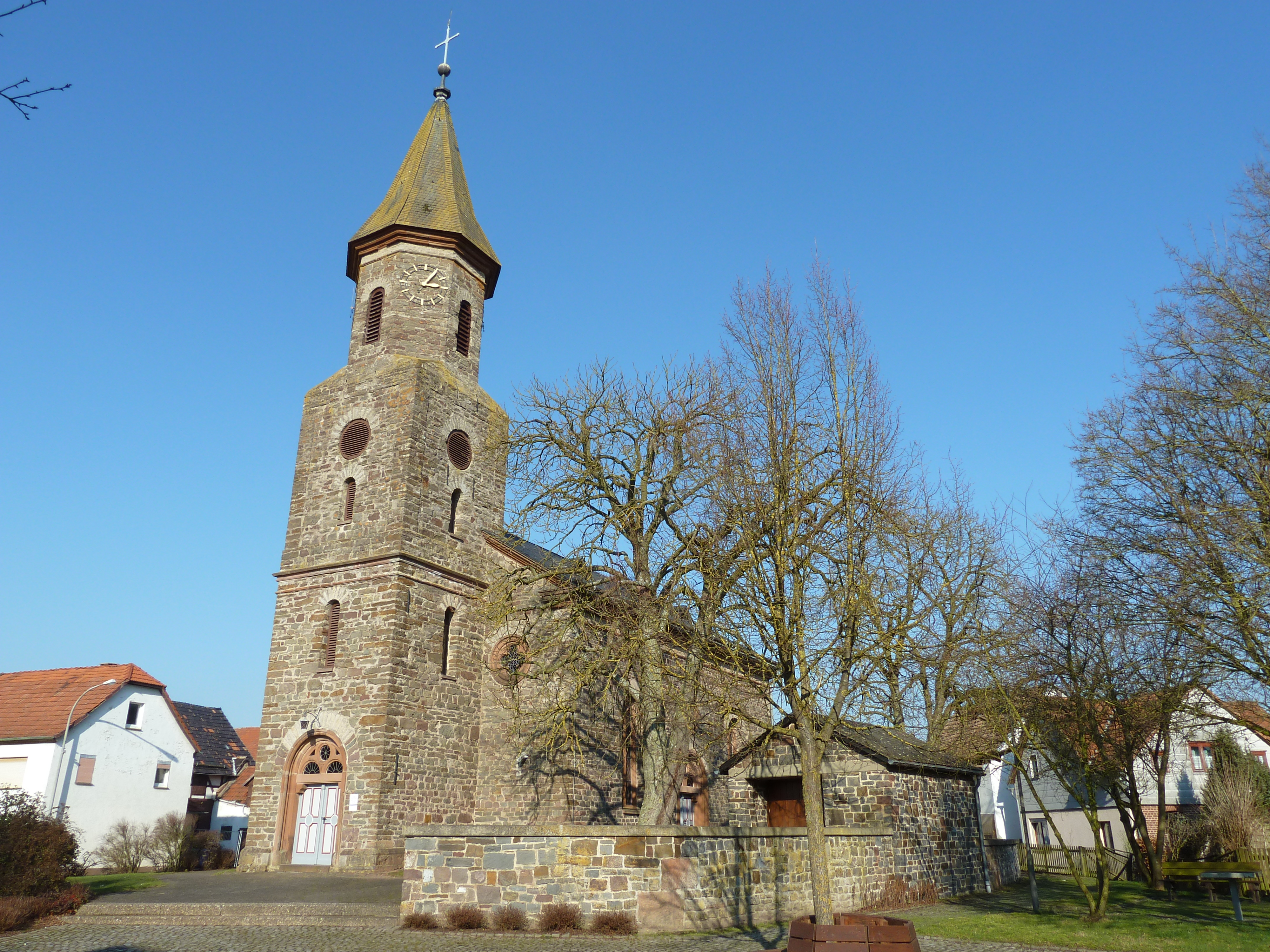
Kirche von Neukirchen

Die Kirche mit rechteckigem Schiff wurde 1864 von dem Maurermeister Gülich aus Sachsenberg an Stelle einer älteren Vorgängerkirche, die abgebrochen wurde, neu erbaut. Verlässliche Angaben darüber, wie das Gotteshaus vor dem Neubau ausgesehen hat, gibt es nicht. Die erste neue Kirche, die dem Dorf den Namen gab, muss wohl schon vor 1336, mit der Ersterwähnung Neukirchens,  gebaut worden sein.

## Dorf
Als erster Teil des heutigen Dorfes entstand wohl das jetzige Oberdorf als Haufendorf. Es war ein reines Bauerndorf, was allem Anschein nach aus einem Herrenhof hervorging. Nach und nach entstand noch das Unterdorf als Straßendorf. Es beherbergte die Tagelöhner und Arbeiter bzw. Handwerker. Das Schulhaus wurde 1785 erbaut. Nach dem Zweiten Weltkrieg baute man eine größere Schule, die 1976 geschlossen wurde.

## Politik
Neukirchen verfügt als Ortsbezirk über einen Ortsbeirat, bestehend aus fünf Mitgliedern, dessen Vorsitzender ein Ortsvorsteher ist.